# Демир, Неслихан
Неслихан Демир Гюлер (тур. Neslihan Demir Güler; урожд. Демир, в 2006—2013 носила фамилию Дарнель, тур. Darnel; род. 9 декабря 1983, Эскишехир) — турецкая волейболистка.

## Биография
Неслихан Демир начинала играть в волейбол с 12 лет в Эскишехире. С 1999 года выступала за стамбульский «Ешильюрт», в 2002 году была приглашена в один из сильнейших клубов Турции — «Вакыфбанк Гюнеш Сигорту», с которым в 2004 году выиграла Кубок Топ-команд. Ещё в начале карьеры Неслихан получила известность благодаря высокой эффективности нападения и сильной подаче; с этими качествами связано её прозвище Demir Leydi — «Железная леди».
Дебютный официальный матч за национальную сборную провела в июне 2001 года на отборочном турнире чемпионата Европы. В сентябре 2003 года Неслихан играла в основном составе сборной Турции, завоевавшей серебро на домашнем чемпионате Европы. В ноябре 2006 года стала самым результативным игроком чемпионата мира в Японии — первом чемпионате, проходившем с участием турецкой сборной. В 11 матчах она набрала 225 очков (190 в атаке, 21 блоком и 14 с подачи).
После чемпионата мира продолжила карьеру в испанском «Тенерифе», муж спортсменки работал в клубе на руководящей должности. В конце 2007 года на специально созванной пресс-конференции они объявили, что Неслихан ждёт ребёнка. Перерыв в выступлениях, связанный с рождением дочери, оказался совсем недолгим — летом 2009 года Неслихан, вернувшаяся к тому времени в Турцию, в составе национальной сборной выиграла серебряную медаль Евролиги и призы самому ценному и самому результативному игроку турнира.
В 2010 году во второй раз стала самым результативным игроком чемпионата мира, снова проходившего в Японии, заработав для команды 251 очко в 11 матчах (213 в атаке, 19 на блоке и 19 с подачи). По итогам 2010 года была признана лучшей спортсменкой Турции по версии Ассоциации спортивных журналистов страны. В том же сезоне сменила клуб, начав играть за стамбульский «Эджзаджибаши».
В 2011 году Неслихан в составе сборной Турции завоевала бронзу и приз лучшей по результативности на чемпионате Европы в Сербии и Италии, в 2012 году — бронзу и приз лучшей подающей на «Финале шести» Гран-при в Нинбо. Сборная Турции также заняла первое место на европейском олимпийском отборочном турнире в Анкаре и впервые в истории получила путёвку на Олимпийские игры. На церемонии открытия XXX Олимпийских игр в Лондоне Неслихан Дарнель было доверено право нести флаг Турции.
В 2013 году Неслихан Демир развелась с первым мужем, а 19 июня 2014 года повторно вышла замуж за актёра Кямиля Гюлера.
В составе «Эджзаджибаши» Неслихан провела семь сезонов, выиграла чемпионат и два Кубка Турции, Лигу чемпионов и два клубных чемпионата мира. С осени 2015 года была капитаном команды. В сезоне-2017/18 выступала за другой стамбульский клуб — «Галатасарай». В мае 2018 года объявила о завершении спортивной карьеры. 

## Достижения

### Со сборной Турции
- Серебряный призёр чемпионата Европы (2003).
- Бронзовый призёр чемпионата Европы (2011).
- Серебряный призёр Евролиги (2009, 2011).
- Бронзовый призёр Евролиги (2010).
- Бронзовый призёр Гран-при (2012).

### В клубной карьере
- Чемпионка Турции (2003/04, 2004/05, 2011/12), серебряный (2002/03, 2005/06, 2009/10, 2012/13) и бронзовый (2010/11, 2013/14, 2014/15, 2015/16) призёр чемпионатов Турции.
- Обладательница Кубка Турции (2010/11, 2011/12).
- Обладательница Суперкубка Турции (2011, 2012).
- Серебряный (2007/08) и бронзовый (2008/09) призёр чемпионатов Испании.
- Победительница Лиги чемпионов (2014/15), бронзовый призёр Лиги чемпионов (2006/07, 2016/17).
- Обладательница Кубка Top Teams (2003/04).
- Победительница клубного чемпионата мира (2015, 2016).

### Индивидуальные
- Самый результативный игрок чемпионатов мира (2006, 2010).
- MVP и самый результативный игрок «Финала четырёх» Евролиги (2009).
- Самый результативный игрок «Финала четырёх» Евролиги (2010).
- Самый результативный игрок чемпионата Европы (2011).
- Лучшая подающая «Финала шести» Гран-при (2012).
- MVP и лучшая подающая «Финала четырёх» Кубка Top Teams (2003/04).
- Самая результативная «Финала четырёх» Лиги чемпионов (2005/06).
- Лучшая нападающая «Финала четырёх» Лиги чемпионов (2013/14).